# Rick Stein
Christopher Richard " Rick " Stein, CBE (né le 4 janvier 1947) est un chef, restaurateur et présentateur de télévision anglais. Avec sa partenaire commerciale Jill Stein, il dirige l'entreprise hôtelière et de restauration Stein au Royaume-Uni. Il est également le chef cuisinier et copropriétaire de « Rick Stein at Bannisters » à Mollymook et Port Stephens en Australie, avec sa seconde épouse Sarah Stein. Il a écrit des livres de cuisine et présenté des programmes télévisés.

## Enfance et éducation
D'origine allemande, Christopher Richard Stein naît le 4 janvier 1947 à Churchill, Oxfordshire, d'Eric et Dorothy Stein.
Stein étudie à Wells Court, une école près de Tewkesbury, puis à Wells House à Malvern Wells, puis à Uppingham School. Il se spécialise en anglais, histoire et géographie, mais échoue toutes ses matières aux A-level. Il part dans une boîte à bac à Brighton, obtenant des mauvaises notes en anglais et en histoire.
Stein commence, sans le terminer, un stage de gestion hôtelière avec British Transport Hotels au Great Western Royal Hotel de Paddington. Il y passe six mois. Après le suicide de son père, il part à 19 ans en Australie où il travaille comme ouvrier dans un abattoir puis comme commis dans une base navale. Il voyage également en Nouvelle-Zélande et au Mexique.
Il postule ensuite avec succès au New College d'Oxford, où il obtient un diplôme d'anglais en 1971. Peu de temps après, il déménage à Padstow.

## Carrière

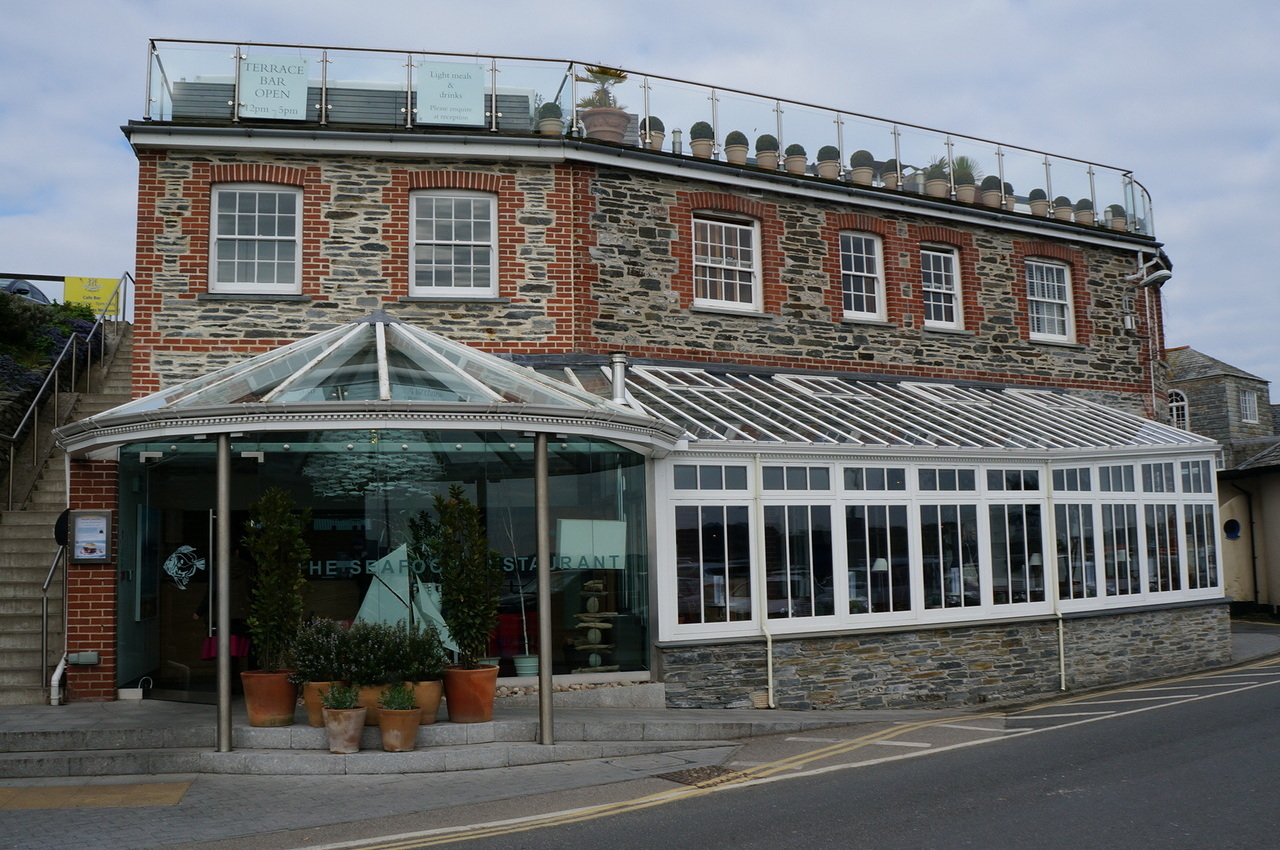
The Seafood Restaurant, Padstow

Après avoir obtenu son diplôme, il convertit une discothèque mobile de Padstow en discothèque à quai avec un ami. Le lieu devient connu pour ses currys lyophilisés. La discothèque perd son permis d'exploitation et doit fermer, principalement en raison de fréquentes bagarres avec les pêcheurs locaux. Stein et son ami ont toujours une licence pour un restaurant dans une autre partie du bâtiment, qu'ils continuent à exploiter,. Stein dirige la cuisine en utilisant son expérience de commis de cuisine. Il convertit le restaurant en un petit bistrot côté port, "The Seafood Restaurant", avec sa femme Jill en 1975. Son impact sur l'économie de Padstow est tel que la ville a été surnommée "Padstein".

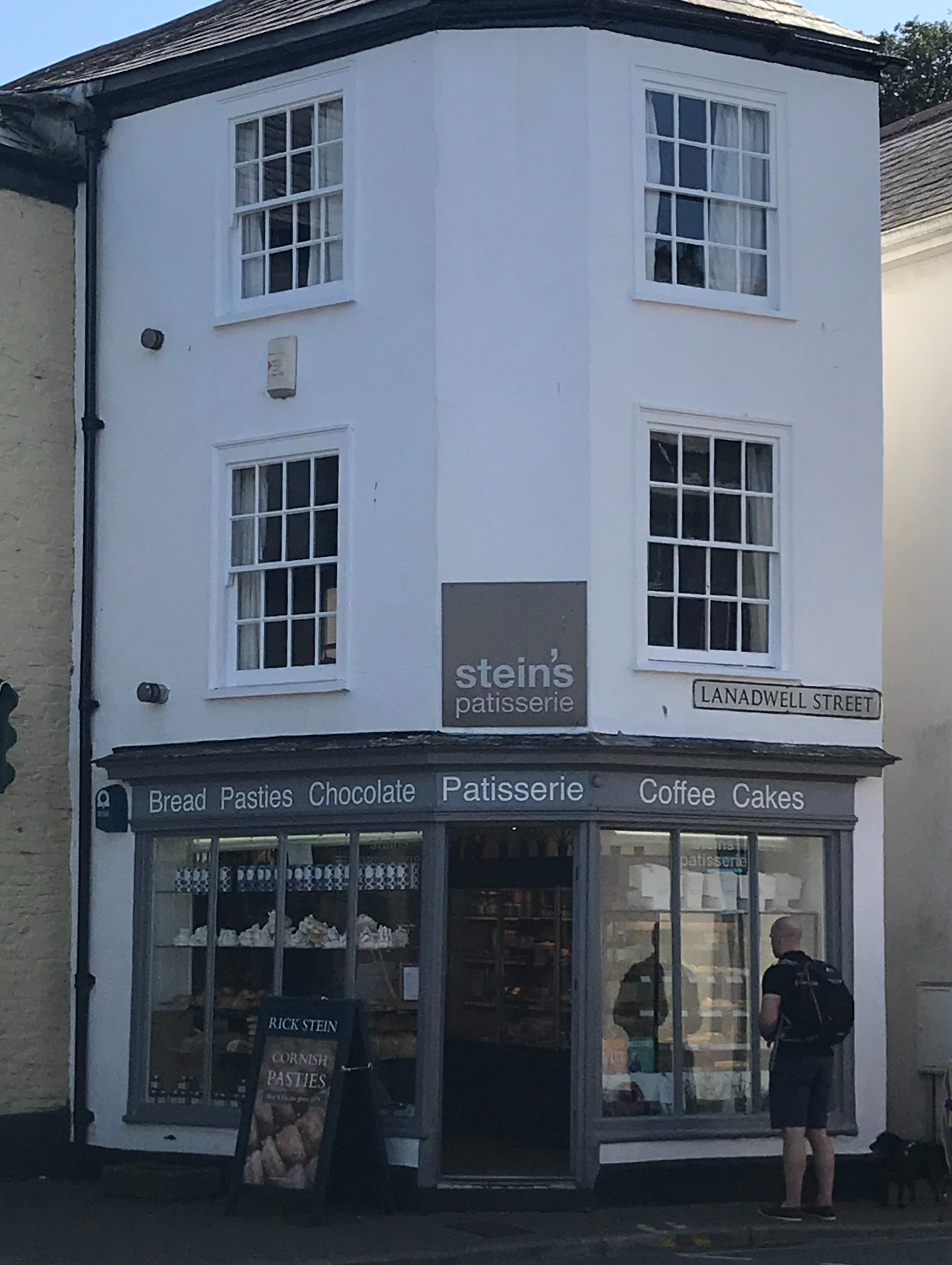
Stein's Patisserie à Padstow

En 2009, Stein acquiert un pub à St Merryn, à 5 km de Padstow, en reprenant la maison publique Cornish Arms à la périphérie du village, dans l'intention de la conserver comme un pub traditionnel de Cornouailles.
En octobre 2009, Stein et sa nouvelle fiancée, la publiciste Sarah Burns, ouvrent "Rick Stein at Bannisters" à Mollymook, en Australie.

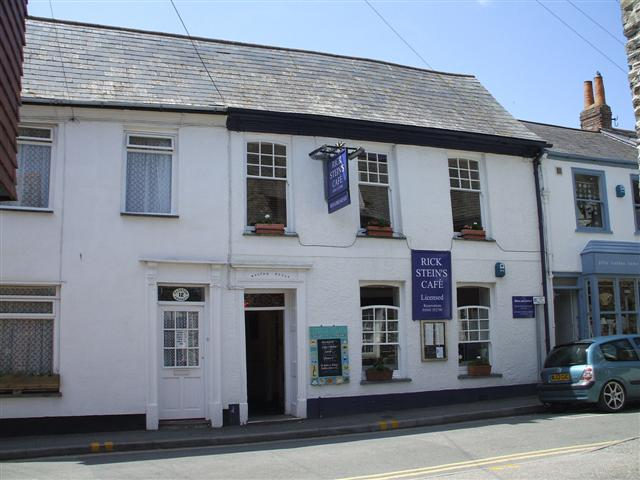
Rick Stein's Café à Padstow

En 2018, Rick Stein ouvre un deuxième restaurant à Salamander Bay, Port Stephens avec sa femme Sarah Stein. Stein devient un présentateur de télévision populaire. Après être apparu une fois en tant que chef invité dans la série Floyd on Fish de Keith Floyd en 1985 et dans sa série Floyd on Food en 1986, il présente sa propre série de voyage culinaire sur la BBC.
Un livre accompagne chaque série et English Seafood Cookery remporte le Glenfiddich Award du livre gastronomique de l'année en 1989. Stein reçoit l'Ordre de l'Empire britannique en 2003 pour ses services au tourisme à Cornwall et le CBE en 2018 pour services rendus à l'économie.

## Vie privée

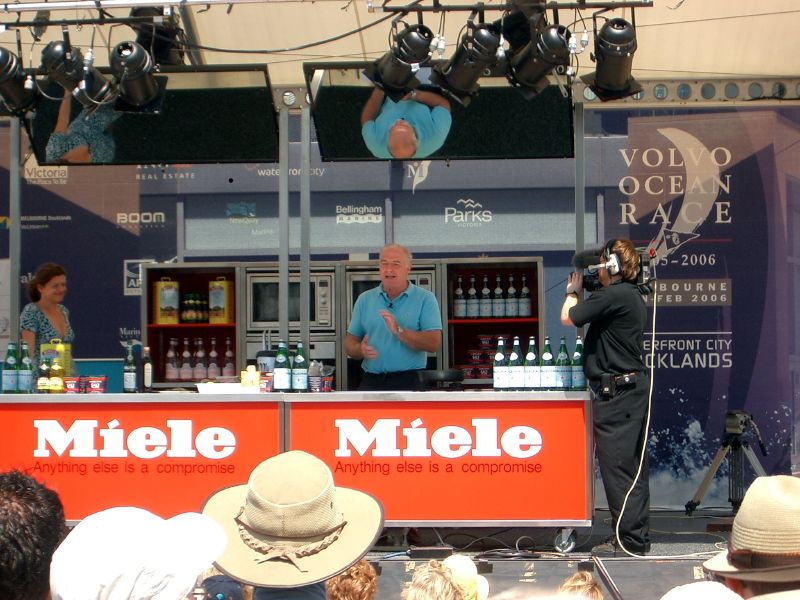
Stein lors d'une démonstration de cuisine en 2006 à Melbourne, Australie

Stein rencontre sa première femme, Jill Newstead, à Padstow . Ils se marient en 1975 et deviennent partenaires commerciaux. Stein a trois fils avec Jill : Edward, Jack et Charles qui sont tous impliqués dans l'entreprise familiale,.
Il rencontre Sarah Burns en Australie en 1997, alors qu'elle est responsable de la publicité pour le magazine Australia Gourmet Traveler. Leur liaison dure cinq ans avant que Jill le découvre et divorce de Rick en 2007 - Jill et Rick Stein restent partenaires commerciaux. Rick et Sarah se marient le 7 octobre 2011,.
Lorsque Stein avait 18 ans, son père s'est suicidé en sautant d'une falaise, après avoir longtemps souffert d'un trouble bipolaire.
Stein a un frère, John, et une sœur, Henrietta. Il a également un demi-frère, Jeremy, le fils de sa mère issu de son premier mariage. Il est également l'oncle de Judge Jules.